# Franciszek Smolka (filozof)
Franciszek Kazimierz Smolka (ur. 9 czerwca 1883 we Lwowie, zm. 6 maja 1947 tamże) – polski nauczyciel, bibliotekarz i filozof związany ze szkołą lwowsko-warszawską.

## Życiorys
W 1902 zdał maturę w III Gimnazjum im. Franciszka Józefa we Lwowie. Do 1905 studiował prawo na Uniwersytecie w Innsbrucku, a potem na Uniwersytecie Lwowskim, gdzie otrzymał stopień doktora filozofii i prawa . 
Przez wiele lat pracował jako nauczyciel gimnazjalny języków polskiego, łacińskiego i greckiego w VII Państwowym Gimnazjum im. Tadeusza Kościuszki we Lwowie. Pracował w tym charakterze przez wiele lat, równocześnie prowadząc działalność naukową. W pierwszym półroczu roku szkolnego 1920/1921 otrzymał zniżkę godzin obowiązkowych do połowy celem ukończenia pracy habilitacyjnej. Do około 1925 uczył też języka łacińskiego w Zakładzie Naukowym Żeńskim z prawem publiczności im. Zofii Strzałkowskiej we Lwowie.
Był również wykładowcą na Uniwersytecie Jana Kazimierza we Lwowie (jako profesor tytularny), oraz kustoszem (a później dyrektorem) Biblioteki Uniwersytetu Lwowskiego. Był członkiem Towarzystwa Naukowego we Lwowie, Polskiego Towarzystwa Filozoficznego i współpracownikiem Komisji Filologicznej Polskiej Akademii Umiejętności . 
Jako filozof, Smolka zajmował się problemami logiki, przede wszystkim paradoksami i logiką trójwartościową . Jest uznawany za przedstawiciela szkoły lwowsko-warszawskiej.

## Prace
- (1913) O niektórych znanych paradoksach (Ruch Filozoficzny, 3),
- (1914-1918) Zagadnienie kopernikańskie w stosunku do logiki (Ruch Filozoficzny, 4),
- (1919-1920) Paradoksy logiczne a logika trójwartościowa (Ruch Filozoficzny, 5),
- (1994) U źródeł logiki trójwartościowej (Filozofia Nauki, 2:3-4).

## Odznaczenia
- Złoty Krzyż Zasługi (1938)
- Srebrny Wawrzyn Akademicki (4 listopada 1937)[5]